# KK Domžale
Maillots
Le Košarkarski Klub Domžale, ou Helios Domžale est un club slovène de basket-ball basé à Domžale. Le club participe également fréquemment à la Ligue adriatique.

## Palmarès
- Champion de Slovénie : 2007, 2016
- Vainqueur de la Coupe de Slovénie : 2007

## Entraîneurs successifs
- 2005-2007 :  Memi Bečirovič
- 2007-2008 :  Zoran Martič
- 2008 :  Rade Mijanović
- 2008-2010 :  Radovan Trifunović
- 2010 :  Ivan Sunara
- 2010-2011 :  Radovan Trifunović
- 2011-2014 :  Zmago Sagadin
- 2014-2015 :  Gregor Hafnar
- 2015 :  Gašper Okorn
- 2015-2017 :  Jakša Vulić
- 2017 :  Dejan Čikić
- 2017-2018 :  Jovan Beader
- 2018- :  Dejan Jakara

## Joueurs célèbres ou marquants
- Zelimir Zagorac